# Stanisław Karkut
Stanisław Karkut (ur. 13 października 1925 w Kolbuszowej Dolnej, zm. po 1976) – polski ekonomista, działacz partyjny i dyplomata, ambasador w Etiopii (1973–1976).

## Życiorys
Syn Józefa i Józefy. W 1939 ukończył szkołę powszechną. Podczas okupacji pracował przymusowo na terenie Austrii. Po wojnie pracował w gospodarstwie rodziców. W latach 1949–1954 studiował ekonomię w Wyższej Szkole Ekonomicznej w Krakowie (WSE), gdzie uzyskał dyplom magistra. Był członkiem: Akademickiego Związku Walki Młodych „Życie”, Związku Akademickiej Młodzieży Polskiej, Związku Młodzieży Polskiej, Zrzeszeniu Studentów Polskich.
17 maja 1950 został członkiem Polskiej Zjednoczonej Partii Robotniczej. W latach 1951–1955 był asystentem w WSE w Krakowie i na Uniwersytecie Jagiellońskim. W 1952 został delegowany na trzyletnie studia do Centralnej Szkoły Partyjnej. W 1955, po ukończeniu rocznego studium dyplomatyczno-konsularne, rozpoczął pracę jako referendarz w Ministerstwie Spraw Zagranicznych.  W latach 1955–1957 przebywał w Ambasadzie w Berlinie jako referendarz i attaché. Następnie starszy radca w MSZ. W latach 1960–1962 ponownie na placówce w Berlinie w stopniu dyplomatycznym II sekretarza. W latach 1962–1964 starszy radca w MSZ, a w latach 1964–1968 I sekretarz Ambasady w Wiedniu. W latach 1968–1970 na stanowisku starszego radcy i wicedyrektora departamentu w MSZ. W latach 1973–1976 pełnił funkcję ambasadora w Etiopii.
Jako działacz PZPR pełnił szereg funkcji: członka egzekutywy Podstawowej Organizacji Partyjnej przy WSE w Krakowie (1952–1953), członka egzekutywy i II sekretarza POP przy MSZ (1954–1955), I sekretarza POP przy Ambasadzie w Berlinie (1956–1957), II sekretarza Oddziałowej Organizacji Partyjnej przy MSZ (1959–1960), I sekretarza POP przy Ambasadzie w Berlinie (1961–1962), II sekretarza Komitetu Zakładowego przy MSZ (1962–1964), członka egzekutywy POP przy Ambasadzie w Wiedniu (1965–1966), I sekretarza OOP przy MSZ (1969–1970).